# Microcom Networking Protocol
A Microcom Networking Protocol (MNP) egy hibajavító és adattömörítő eljárás, amely valamilyen behatás által zavart hálózati összeköttetésen is biztosítja a hibátlan adatátvitelt.
Az OSI hálózati rétegének része, megvalósítható szoftveres és hardveres úton is.

## MNP1
Aszinkron, bájt-orientált kapcsolatot valósít meg, half duplex eljárással, már nem alkalmazzák. Lassítja az adatátvitelt.

## MNP2
Aszinkron, full duplex átvitelt megvalósító eljárás. A Z80 és Intel 6800 típusú processzorokra dolgozták ki. Nem lassítja az átvitelt.

## MNP3
Szinkron, teljes duplex adatcserét valósít meg. 10 bites adatcsomagokat használ (1 start-, 8 adat- 1 stopbit). Szinkron átvitelnél nincs start- és stopbit, ami gyorsítja az átvitelt. Tömörítést használ, így a modem fizikai sebességénél látszólag gyorsabb az átviteli sebesség.

## MNP4
Két új optimalizálási eljárás jelent meg, az Adaptive Packet Assembly és a Data Phase Optimization. Az egyes adat-blokkok átvitele adatkeretekben, azaz csomagokban történik, és a keret tartalmazza a szükséges ellenőrző biteket. Ezzel a kerettel történik a szinkronizálás és az átvitel nyugtázása.

## MNP5
Tökéletesebb adattömörítés, de a valós időben alkalmazott tömörítés nem ismeri fel, ha egy adat már eleve tömörítve volt. Ez esetben a többféle algoritmusokkal való kísérletezés miatt az átvitel jelentősen lelassul.

## MNP6
Félduplex kommunikációt valósít meg, de teljes duplex szolgáltatásokat nyújt. Ez a Statistical Duplexing nevű történik, amely az ellentétes irányú jelfolyamot az egyes keretek között, az adatáramlás szünetében továbbítja. 

## MNP7
Az Enhanced Data Compression eljárás kombinálása az MNP4 szabványos kódolási eljárásával, aminek eredménye a fájlok továbbításának mintegy 300%-os felgyorsulása.

## MNP8
Kimaradt a fejlesztésből.

## MNP9
További átvitel gyorsítás az Enhanced Data Compression eljárással.

## MNP10
Fejlesztés alatt áll. Célja a korábbi eredmények felhasználásával a tömörítési eljárás intelligenssé tétele.